# Marca arcuata
Marca arcuata là một loài bướm đêm trong họ Noctuidae.